# Thom Åhlund
Thom Åhlund (* 17. Februar 1953) ist ein ehemaliger schwedischer Fußballspieler. Der Abwehrspieler, der im Anschluss an seine aktive Laufbahn als Trainer und Funktionär dem Fußballsport verbunden blieb, spielte 1979 kurzzeitig für die schwedische Nationalmannschaft.

## Werdegang

### Elf Jahre für Hammarby IF auf dem Spielfeld
Åhlund spielte in der Jugend bei den Stockholmer Klubs Djurgårdens IF und IF Brommapojkarna. Vor der Erstliga-Spielzeit 1973 wechselte er innerhalb der Stadt zum Hammarby IF in die Allsvenskan. In einer von jungen Spielern wie Mats Werner, Ola Blumenberg, Kenneth Ohlsson, Ronnie Hellström, Jan Sjöström oder Billy Ohlsson – allesamt unter 25 Jahre alt – dominierten Mannschaft war der Defensivspieler unter Trainer Olle Nyström auf Anhieb Stammkraft und erreichte mit dem Klub den achten Tabellenplatz. Auch unter Nystöms Nachfolgern Björn Bolling, Tom Turesson und Bengt Gustavsson gehörte er in den folgenden Spielzeiten zu den Stammspielern und spielte mit der Mannschaft regelmäßig im mittleren Tabellenbereich.
Im Sommer 1979 berief Nationaltrainer Georg Ericson Åhlund in die Landesauswahl. Am 15. August debütierte er anlässlich einer 0:2-Niederlage gegen die norwegische Nationalelf an der Seite von Olle Nordin, Hans Borg, Rutger Backe, Jan Möller und Ingemar Erlandsson im Nationaljersey. Bis zum Jahresende stand er noch in drei weiteren Spielen auf dem Platz – darunter ein Pflichtspieleinsatz beim 1:1-Unentschieden im Rahmen der Qualifikation zur Europameisterschaftsendrunde 1980 gegen die luxemburgische Nationalmannschaft, bei dem Nico Braun per Strafstoß zur frühen Führung der Luxemburger und Anders Grönhagen die Torschützen waren –, ehe seine Nationalmannschaftskarriere nach vier Spielen ohne persönlichen Torerfolg beendet war. Mit verletzungsbedingt abnehmender Spielanzahl in den folgenden Jahren erreichte er in der Spielzeit 1982 an der Seite von Michael Andersson, Peter Gerhardsson, Thomas Dennerby und Mats Werner als Tabellenzweiter der regulären Spielzeit hinter IFK Göteborg die Meisterschaftsendrunde. Nach Erfolgen über Örgryte IS und IF Elfsborg erreichte der Klub ohne Åhlunds Mitwirken das Endspiel, in dem sich der von Gunder Bengtsson betreute Göteborger Klub trotz eines 2:1-Auswärtserfolges von Hammarby IF im Hinspiel mit einem 3:1-Rückspielsieg durchsetzte. War Åhlund in der Spielzeit 1983 noch in acht Saisonspielen zum Einsatz gekommen, beendete er nach 224 Spielen in der Allsvenskan, in denen er neun Tore erzielt hatte, seine höherklassige Laufbahn zum Saisonende.

### Aktiv als Trainer und Funktionär
Zunächst arbeitete Åhlund als Spielertrainer bei den unterklassigen Amateurklubs Skövde AIK und IF Friska Viljor aus Örnsköldsvik, ehe er 1989 seine Fußballschuhe an den Nagel hing und das Traineramt beim Drittligisten Umeå FC übernahm. Im Sommer des folgenden Jahres wurde er von seinem Amt entbunden.
Anschließend studierte Åhlund und arbeitete als Therapeut mit Missbrauchsopfern. 1996 kehrte er jedoch zum Fußball zurück, als sein ehemaliger Mitspieler Billy Ohlsson ihn als Assistenztrainer zum Viertligisten Syrianska FC holte. Mit der Zielvereinbarung, den Klub innerhalb von fünf Jahren in die zweite Liga zu führen, schaffte das Duo zwar 1999 den Aufstieg in die Drittklassigkeit, im Sommer 2001 trennte sich der Klub jedoch vom Trainerteam.
Åhlund kehrte vor der Spielzeit 2002 als Assistenztrainer von Anders Linderoth zu Hammarby IF in die Allsvenskan zurück. Nach einem neunten Rang im ersten Jahr folgte die Vizemeisterschaft hinter Djurgårdens IF und anschließend platzierte sich die Mannschaft im vorderen Tabellenbereich. War er zunächst unter dem Ende 2006 als Nachfolger des zum dänischen Klub Viborg FF gewechselten Linderoth verpflichteten Tony Gustavsson weiterhin als Assistenztrainer tätig, demissionierte er kurz vor Beginn der Spielzeit 2007 von dieser Funktion. Im Dezember 2008 holte der Verein ihn als Sportchef für den Jugendbereich zum Klub zurück. Sein erstes Amtsjahr endete im Jugendbereich erfolgreich, da einerseits das renommierte Jugendturnier Sankt Erikscupen gewonnen wurde und andererseits die Nachwuchsmannschaft die Meisterschaft der Juniorallsvenskan errang. Parallel geriet jedoch die Allsvenskan-Mannschaft in Abstiegsgefahr. Daraufhin entließ die Vereinsführung Ende August 2009 Gustavsson und installierte Åhlund als Nachfolger. Jedoch blieb auch unter seiner Leitung der Erfolg aus und die Mannschaft um Patrik Gerrbrand, Igor Armaș, Sebastian Castro-Tello, Christian Traoré und Fredrik Söderström beendete die Serie auf dem letzten Tabellenplatz. Zur Zweitliga-Spielzeit 2010 verpflichtete Hammarby IF Michael Borgqvist als neuen Trainer und Åhlund kehrte auf seinen alten Posten als Sportchef zurück. Im September 2010 kündigte er jedoch seinen Vertrag.
Im Dezember 2010 übernahm Åhlund das Training beim Drittligaaufsteiger Akropolis IF in der Division 1.